# Воскресенское сельское поселение (Пермский край)
Воскресенское се́льское поселе́ние — муниципальное образование в Уинском районе Пермского края Российской Федерации.
Административный центр — село Воскресенское.
В 2018 году включено в Судинское сельское поселение.

## История
Статус и границы сельского поселения установлены Законом Пермской области от 9 декабря 2004 года № 1870-403 «Об утверждении границ и о наделении статусом муниципальных образований Уинского района Пермской области»

## Население
| 2010 | 2012  | 2013  | 2014 | 2015 | 2016 | 2017 |
| ---- | ----- | ----- | ---- | ---- | ---- | ---- |
| 1130 | ↘1074 | ↘1020 | ↘998 | ↘993 | ↘990 | ↘959 |
| 2018 |       |       |      |      |      |      |
| ↘951 |       |       |      |      |      |      |

## Состав сельского поселения
| № | Населённый пункт | Тип населённого пункта       | Население |
| - | ---------------- | ---------------------------- | --------- |
| 1 | Барсаи           | село                         | 317       |
| 2 | Воскресенское    | село, административный центр | 296       |
| 3 | Грибаны          | деревня                      | 0         |
| 4 | Губаны           | деревня                      | 0         |
| 5 | Иштеряки         | село                         | 517       |